# Hyundai Motor Group
Hyundai Motor Group (IPA: [hjə́ːndɛ]; tiếng Hàn: 현대자동차그룹 Hyeondae Jadongcha Geurup; Hanja: 現代自動車그룹 Hyeondae Jadong-cha Geurup) là một tập đoàn công nghiệp nặng đa quốc gia của Hàn Quốc có trụ sở chính được đặt tại thành phố Seoul, đây là nhà sản xuất xe hơi có quy mô lớn nhất quốc gia này. Hyundai là nhà sản xuất ô tô lớn thứ 3 thế giới theo sản lượng năm 2017 sau Toyota của Nhật Bản và Volkswagen của Đức. Năm 2020, Hyundai trở thành hãng xe có giá trị thương hiệu lớn thứ 5 toàn cầu.
Tập đoàn được thành lập trên cơ sở thông qua việc mua lại 51% cổ phần của nhà sản xuất xe hơi lớn thứ hai Hàn Quốc lúc bấy giờ là Kia Motors vào năm 1998, công ty mà trước đó, Hyundai đã sở hữu 33,88%, ngoài ra, liên minh Hyundai-Kia cũng đề cập đến nhóm các công ty liên kết được kết nối với nhau bằng các thỏa thuận cổ phần phức tạp, với công ty ô tô Hyundai được coi là đại diện cho quyền thực tế của cả tập đoàn. Cuộc sáp nhập này sau đó đã tạo ra Chaebol có quy mô lớn thứ hai tại Hàn Quốc, chỉ sau tập đoàn Samsung. Hiện nay, Hyundai Motor còn sở hữu nhiều đơn vị, công ty con nổi tiếng, quan trọng khác như Hyundai Heavy Industries, Công ty đầu tư & phát triển Hyundai, Hyundai Department Store Company và Hyundai Marine & Fire Insurance,...

## Những khẩu hiệu của Hyundai
- "Chuẩn bị để muốn có một" (1998-2002)
- "Luôn ở bên bạn" (2002-2006)
- "Lái xe theo cách của bạn" (2006-2010)
- "Cầm lái là tin tưởng"
- "Hãy nghĩ về điều đó" (2007-2010)
- "Tư duy mới. Khả năng mới" (2010 đến nay)
- "Điều tốt hơn thúc đẩy chúng tôi" (2017-nay)

## Các chi nhánh lớn

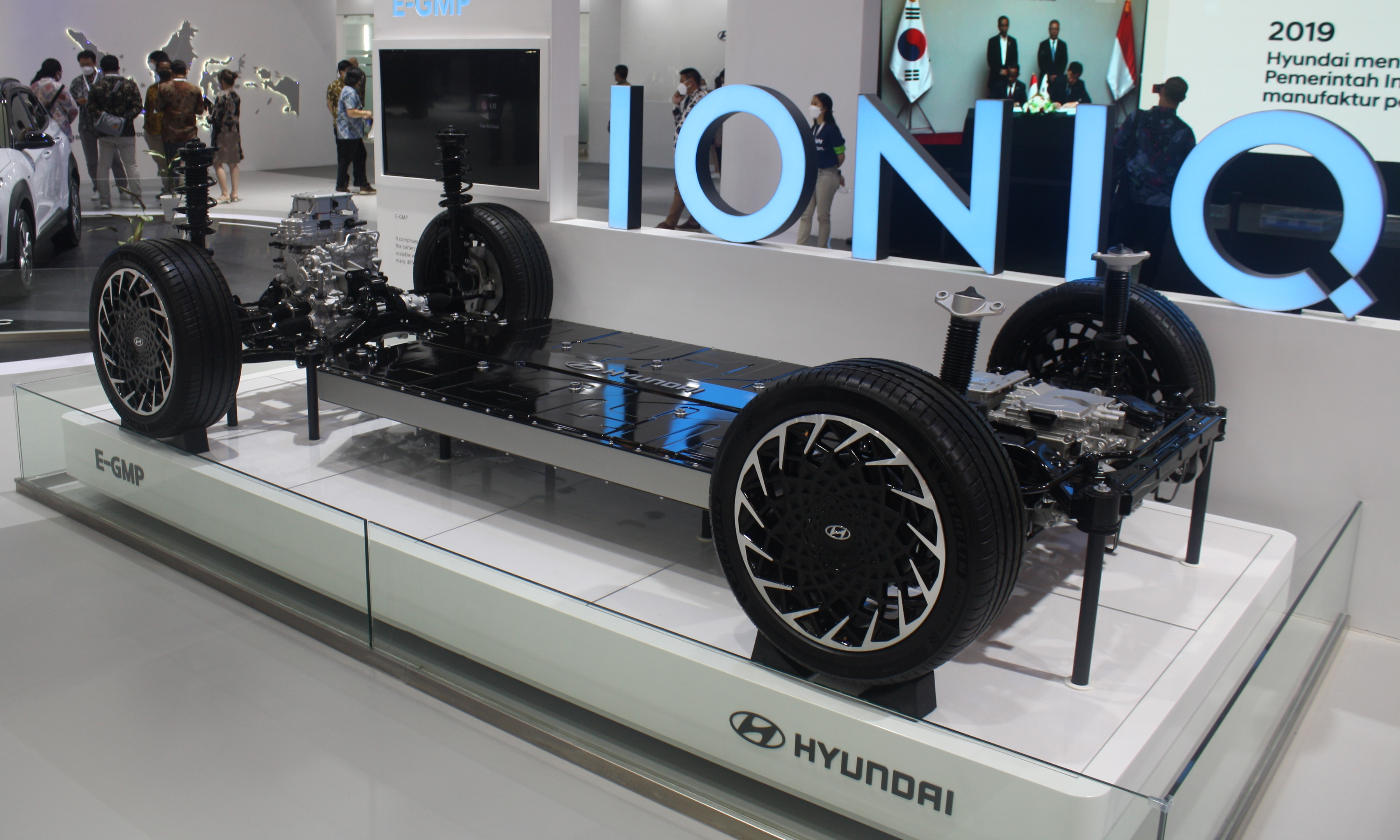
Electric Global Modular Platform (E-GMP) - nền tảng khung gầm chuyên dụng cho ô tô điện đầu tiên do Hyundai tự phát triển

### Ô tô
- Công ty xe hơi Hyundai
- Kia Motors
- Genesis Motor

### Thép
- Hyundai Steel
- Hyundai BNG Steel

### Phụ tùng ô tô
- Hyundai Mobis
- Hyundai TRANSYS
- Hyundai MSEAT
- Huyndai IHL
- Hyundai KEFICO
- Huyndai Wia
- Hyundai PARTECS
- Hyundai AUTRON
- Hyundai MNSOFT

### Xây dựng
- Hyundai Engineering & Construction
- Hyundai Engineering (HEC)

## Các doanh nghiệp và công ty con khác

### Phương tiện đường sắt và quốc phòng
- Huyndai Rotem
- Huyndai Wia

### Công cụ máy móc và công nghiệp nặng
- Huyndai Wia

### Tiếp thị và quảng cáo
- Innocean Worldwide

### Phát triển kỹ thuật
- Tổng công ty NGV

### Điện
- Eco Energy

### Hậu cần
- Huyndai Glovis

### Công nghệ thông tin
- Hyundai AutoEver
- Hyundai MNSoft
- e-HD.com
- Hyundai Autoever America

### Kinh tế và tài chính
- Hyundai Capital
- Hyundai Card
- Hyundai Motor Securities

### Khu nghỉ dưỡng du lịch
- Haevichi

## Tiếp thị & tài trợ thể thao

### Công ty xe hơi Hyundai
- Jeonbuk Hyundai Motors FC
- Giải vô địch bóng đá thế giới
- Giải vô địch bóng đá châu Âu
- Hiệp hội bóng đá Hàn Quốc
- Liên đoàn Trượt tuyết Quốc tế
- Hội đồng Cricket Quốc tế
- Đội tuyển cricket quốc gia Ấn Độ
- A-League
- Olympique Lyonnais
- P.F.K. CSKA Moskva
- Câu lạc bộ Millonario Fútbol
- Liên đoàn Bóng đá Quốc gia
- Hyundai Motorsport
- Cúp vô địch ICC
- Giải đấu vô địch của Hyundai
- Giải vô địch thế giới trượt tuyết- nhảy FIS
- Giải vô địch thế giới trượt tuyết- bay FIS
- Giải vô địch trượt tuyết thế giới FIS Bắc Âu
- Câu lạc bộ bóng đá Carlton
- Brisbane Lions
- Câu lạc bộ thể thao Raja
- Câu lạc bộ thể thao Wydad

### Kia Motors
- Kia Tigers
- Giải vô địch bóng đá thế giới
- Giải vô địch bóng đá châu Âu
- Cúp bóng đá Nam Mỹ
- Hiệp hội Bóng rổ Quốc gia
- Liga ACB
- Giải vô địch bắn cung thế giới
- Kia Classic (LPGA)
- Giải quần vợt Úc Mở rộng
- Đội trượt băng tốc độ quốc gia Hàn Quốc
- Sociedade Esportiva Palmeiras
- Câu lạc bộ cricket quận Surrey
- Đội đua Williams F1
- Câu lạc bộ bóng đá Essendon
- Greater Western Sydney Giants
- Rafael Nadal
- Kia World Extreme Games
- A.C. Monza

### Các nhóm liên kết khác
- Ulsan Hyundai Mobis Phoebus
- Cheonan Hyundai Capital Skywalkers
- Suwon Hyundai Engineering & Construction Hillstate
- Incheon Hyundai Steel Red Angels WFC